# Tamara Michajłowna Tansykkużyna
Tamara Michajłowna Tansykkużyna (baszk. Тамара Михаил ҡыҙы Танһыҡҡужина, ros. Тамара Михайловна Тансыккужина; ur. 11 grudnia 1978 w Nabierieżnych Czełnach) – rosyjska zawodniczka pochodzenia baszkirskiego grająca w warcaby stupolowe. Sześciokrotna mistrzyni świata kobiet w warcabach, dwukrotna mistrzyni Europy kobiet w warcabach. Tansykkużyna jest jedną z 20 najlepszych graczy w Rosji bez względu na płeć.

## Osiągnięcia sportowe

### Mistrzostwa świata
- 2001[2], 2002, 2004, 2007, 2011, 2019[3][4] – Złoto

### Mistrzostwa Europy
- 2000[2], 2008 – Złoto